# Akio Johnson Mutek
Akio Johnson Mutek (ur. 2 stycznia 1958 w Lodwara Tala, zm. 18 marca 2013) – południowosudański duchowny rzymskokatolicki, w latach 2007-2013 biskup Torit.

## Życiorys
Święcenia kapłańskie przyjął 18 grudnia 1988. 18 maja 1999 papież Jan Paweł II mianował go biskupem pomocniczym Torit ze stolicą tytularną Suava. Sakrę biskupią przyjął 15 sierpnia 1999. 9 czerwca 2007 roku został mianowany ordynariuszem diecezji Torit. Zmarł 18 marca 2013.